# Blanche Moerschel
Blanche Moerschel (* 2. Dezember 1915; † 30. November 2004 in Waupaca, Wisconsin) war eine US-amerikanische Komponistin und Organistin.
Moerschel hatte ab dem fünften Lebensjahr Klavierunterricht. Sie studierte Anfang der 1930er Jahre ein Jahr lang am Oberlin Conservatory Orgel, Musiktheorie und Klavier. Seit 1936 wirkte sie (bis 1973) als Organistin an verschiedenen Kirchen in Chicago. Ihre Ausbildung setzte sie an der Cosmopolitan School of Music in Chicago fort, wo sie Abschlüsse in den Fächern Komposition (1940) und Klavier (1941) erhielt und von 1941 bis 1943 Klavier unterrichtete. Ihre Klavierausbildung vervollkommnete sie bei Mollie Margolies am Chicago Musical College, außerdem nahm sie drei Jahre privaten Kompositionsunterricht bei Rosetter G. Cole.
Nach der Heirat mit dem deutschen Auswanderer Eugen Moerschel widmete sich Blanche Moerschel überwiegend der Erziehung ihrer fünf Söhne. Von 1958 bis 1972 war sie Musiklehrerin an der Timothy Christian Grade School in Cicero, Illinois, ab 1974 unterrichtete sie privat Klavier, Orgel und Musiktheorie in Waupaca. Nach fortführendem Klavierstudium bei Michael Keller wirkte sie von 1979 bis 1983 als Klavierbegleiterin an der University of Wisconsin. Sie führte in dieser Zeit einige ihrer eigenen Werke auf und trat als Klaviersolistin in Boston, Chicago und Los Angeles auf.

## Werke
- Flutiano für Flöte und Klavier
- Improvised Hymns für Klavier und Tenor
- Psalm 139: A Psalm of David für hohe Stimme und Klavier
- The Song of Songs, Duett für Sopran und Bariton mit
- Three Cradle Songs für Solostimme und Klavier
- Ticha voda do Dunajka padala/Quiet Water für Solostimme und Klavier

## Quelle
- Alliance Publications - M - Moerschel, Blanche

| Personendaten    | Personendaten                                                          |
| ---------------- | ---------------------------------------------------------------------- |
| NAME             | Moerschel, Blanche                                                     |
| KURZBESCHREIBUNG | US-amerikanische Komponistin, Organistin, Pianistin und Musikpädagogin |
| GEBURTSDATUM     | 2. Dezember 1915                                                       |
| STERBEDATUM      | 30. November 2004                                                      |
| STERBEORT        | Waupaca, Wisconsin                                                     |